# Bill Homeier
William E. „Bill“ Homeier (* 31. August 1918 in Rock Island, Texas; † 5. Mai 2001 in Houston, Texas) war ein US-amerikanischer Autorennfahrer.

## Karriere
Homeier begann nach dem Zweiten Weltkrieg mit Midget-Car-Rennen in Südkalifornien. 1953 wurde er Zweiter in der dortigen Meisterschaft.
In den Jahren von 1953 bis 1955 und von 1958 bis 1960 fuhr er in der AAA-National-Serie. Bei 14 Starts erreichte er 1959 mit dem fünften Rang in Sacramento seine beste Platzierung. Bei vier weiteren Rennen löste er andere Fahrer ab. Bei den 500 Meilen von Indianapolis war er 1954, 1955 und 1960 am Start. 1954 fiel er als Erster aus, übernahm aber später für 24 Runden den Wagen von Thomson. 1955 übernahm er den Wagen von Walt Faulkner und teilte sich mit ihm den fünften Rang. Sechs Jahre später wurde er als 13. abgewinkt. Sein Ausfall in der 75. Runde 1954 stellt ein Kuriosum dar: Obwohl er immerhin 74 Runden zurückgelegt hatte, wurde er nur als Letzter gewertet, da vor ihm kein anderes Fahrzeug ausgefallen war. Dieser Rekord steht bis heute.
Da das 500-Meilen-Rennen von 1950 bis 1960 zur Weltmeisterschaft der Formel 1 zählte, stehen bei Homeier drei Grand-Prix-Rennen in der Statistik. Einen Punkt für die Fahrerweltmeisterschaft konnte er erzielen.

## Statistik

### Indy-500-Ergebnisse
| Jahr | Startnr. | Start | Qual (km/h) | Ergebnis | Runden | Führung | Ausfall                                  |
| ---- | -------- | ----- | ----------- | -------- | ------ | ------- | ---------------------------------------- |
| 1953 | 84       | DNQ   |             |          |        |         |                                          |
| 1953 | 87       | DNQ   |             |          |        |         |                                          |
| 1954 | 51       | 18    | 222,070     | 33       | 74     | 0       | Unfall                                   |
| 1954 | 43       |       |             | 243      | 25     | 0       | fuhr Thomsons Wagen; Rd. 141165; Lenkung |
| 1955 | 72       | DNQ   |             |          |        |         |                                          |
| 1955 | 77       |       |             | 52       | 24     | 0       | fuhr Faulkners Wagen; Rd. 138–161        |
| 1958 | 74       | DNQ   |             |          |        |         |                                          |
| 1958 | 95       | DNQ   |             |          |        |         |                                          |
| 1959 | 42       | DNQ   |             |          |        |         |                                          |
| 1959 | 62       | DNQ   |             |          |        |         |                                          |
| 1960 | 39       | 31    | 227,283     | 13       | 200    | 0       |                                          |

| Legende  | Legende            | Legende                                                          |
| Farbe    | Abkürzung          | Bedeutung                                                        |
| -------- | ------------------ | ---------------------------------------------------------------- |
| Gold     | –                  | Sieg                                                             |
| Silber   | –                  | 2. Platz                                                         |
| Bronze   | –                  | 3. Platz                                                         |
| Grün     | –                  | Platzierung in den Punkten                                       |
| Blau     | –                  | Klassifiziert außerhalb der Punkteränge                          |
| Violett  | DNF                | Rennen nicht beendet (did not finish)                            |
| Violett  | NC                 | nicht klassifiziert (not classified)                             |
| Rot      | DNQ                | nicht qualifiziert (did not qualify)                             |
| Rot      | DNPQ               | in Vorqualifikation gescheitert (did not pre-qualify)            |
| Schwarz  | DSQ                | disqualifiziert (disqualified)                                   |
| Weiß     | DNS                | nicht am Start (did not start)                                   |
| Weiß     | WD                 | zurückgezogen (withdrawn)                                        |
| Hellblau | PO                 | nur am Training teilgenommen (practiced only)                    |
| Hellblau | TD                 | Freitags-Testfahrer (test driver)                                |
| ohne     | DNP                | nicht am Training teilgenommen (did not practice)                |
| ohne     | INJ                | verletzt oder krank (injured)                                    |
| ohne     | EX                 | ausgeschlossen (excluded)                                        |
| ohne     | DNA                | nicht erschienen (did not arrive)                                |
| ohne     | C                  | Rennen abgesagt (cancelled)                                      |
| ohne     | keine WM-Teilnahme |                                                                  |
| sonstige | P/fett             | Pole-Position                                                    |
| sonstige | 1/2/3/4/5/6/7/8    | Punktplatzierung im Sprint-/Qualifikationsrennen                 |
| sonstige | SR/kursiv          | Schnellste Rennrunde                                             |
| sonstige | *                  | nicht im Ziel, aufgrund der zurückgelegten Distanz aber gewertet |
| sonstige | ()                 | Streichresultate                                                 |
| sonstige | unterstrichen      | Führender in der Gesamtwertung                                   |